# Philharmonie Lwiw

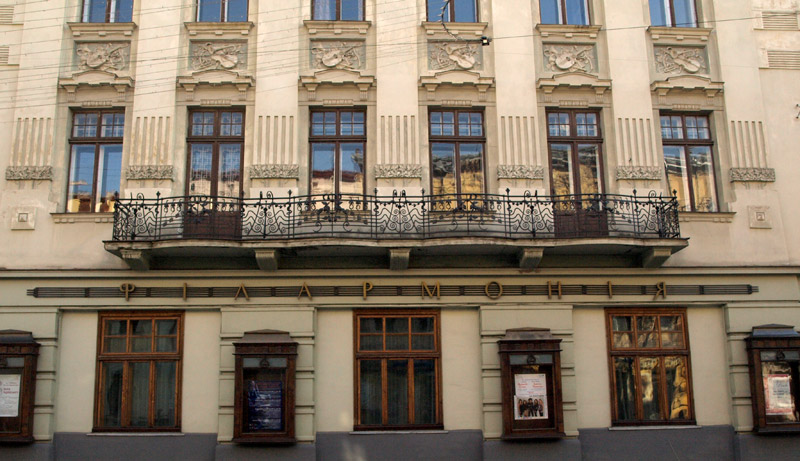
Philharmonie Lwiw

Die Nationale Philharmonie Lwiw (ukrainisch Львівська національна філармонія імені Мирослава Скорика Lwiwska nazionalna filarmonija imeni Myroslawa Skoryka) ist die Bezeichnung für das große staatliche Konzerthaus in Lwiw. Es beherbergt u. a. das 1902 gegründete staatliche Akademische Sinfonieorchester der Nationalphilharmonie Lwiw. Das Veranstaltungszentrum als Kulturinstitution erhielt 2018 den Status National. Am 29. September 2020 wurde die Nationale Philharmonie nach Myroslaw Skoryk benannt.
Die Philharmonie Lwiw befindet sich in einem Jugendstil-Gebäude, das im Jahr 1907 für die Musikalische Gesellschaft von Galizien erbaut wurde. 
Das Gebäude fungierte seit 1933 offiziell als Philharmonie. Die sowjetischen Behörden begründeten im Dezember 1939 mit einem Dekret das Orchester neu als professionelles Radio-Sinfonie-Orchester der Region Lwiw unter den Dirigenten Isaak Pain und Mykola Kolessa. Nach dem Zweiten Weltkrieg wurde das Orchester erneut reorganisiert. 
Die Haupttätigkeit der Philharmonie Lwiw ist es, symphonische, Kammer-, Jazz- und populäre Konzerte sowie Festivals zu veranstalten und Literatur- und Kunst-Aktivitäten, Versammlungen und Ausstellungen zu organisieren.